# Alaa Salah
Alaa Salah (en arabe : آلاء صلاح soudanais : [ʔaːˈlaːʔ sˤɑˈlaːħ] ; née en 1997) est une étudiante et manifestante anti-gouvernement soudanaise lors de la révolution soudanaise. Elle a attiré l'attention des médias du monde entier grâce à une photo d'elle prise pendant la révolution soudanaise et devenue virale en avril 2019. L'image de Salah a notamment été surnommée la « Femme en blanc » du Soudan.

## Biographie
Alaa Salah est née en 1997. Sa mère est créatrice de mode et son père travaille dans l'industrie de la construction. En 2017, elle commence des études d'ingénierie et d'architecture à l'Université internationale d'Afrique de Khartoum,. 
Depuis le 19 décembre 2018, une série de manifestations contre le président Omar el-Bechir a eu lieu, exigeant des réformes économiques et la démission du président. L'état d'urgence a été déclaré en février 2019 à la suite des manifestations. Les 6 et 7 avril ont vu les plus grandes manifestations depuis la proclamation de l'état d'urgence,,,. Finalement, les protestations ont conduit les militaires à retirer el-Bechir du pouvoir, à installer un conseil de transition à sa place dirigé par Ahmed Awad Ibn Auf, mais les manifestants, y compris Salah, ont affirmé qu'il ne s'agissait que d'un changement de direction du même régime et ont exigé un conseil civil de transition. 
Alors que les manifestations se poursuivaient, le 8 avril, Lana Haroun a pris la photographie d'une femme initialement sans nom vêtue d'un toub blanc debout sur une voiture, qui a chanté avec d'autres femmes autour d'elle le poème Thawra (« Révolution »), du poète soudanais Azhari Mohamed Ali lors d'un sit-in près du quartier général de l'armée et du palais présidentiel,,. L'image a été largement partagée sur les réseaux sociaux et a attiré l'attention des médias internationaux. L'image a été décrite comme symbolisant le rôle crucial des femmes dans le succès des manifestations, car la grande majorité des manifestants, près de 70 %, étaient des femmes,. Les femmes soudanaises ont joué des rôles politiques majeurs dans les luttes soudanaises et africaines pour les droits de l'homme depuis les années 1950 via l'union des femmes soudanaises  continue à créer des organisations telles que l' initiative Non à l'oppression contre les femmes en 2009  et sont restées politiquement actif pendant la Révolution soudanaise de 2018-2019. 
La robe blanche de Salah, un toub traditionnel soudanais, rappelait la robe des manifestantes soudanaises contre les dictatures précédentes, ainsi que celle des manifestantes étudiantes qui étaient appelées « Kandakas » d'après les anciennes reines nubiennes. Ses boucles d'oreilles dorées sont une tenue de mariage féminine traditionnelle. Les commentateurs ont appelé la pose « l'image de la révolution ».  Hala Al-Karib, militante soudanaise des droits des femmes, a déclaré « C'est le symbole de l'identité d'une femme qui travaille, une femme soudanaise qui est capable de tout, mais apprécie toujours sa culture. »
En tant que membre du MANSAM, l'un des principaux réseaux de femmes soudanaises qui a signé la déclaration des Forces de liberté et de changement du 1er janvier 2019, Salah a prononcé un discours lors de la réunion du 29 octobre 2019 du Conseil de sécurité des Nations Unies (CSNU).  
Salah a déclaré que bien que les femmes aient souvent constitué 70 % des manifestants, elles étaient « mises de côté dans le processus politique officiel » de création d'institutions de transition. Elle a déclaré que la représentation des femmes dans la nouvelle structure de gouvernance « était bien inférieure à leur demande de 50 % de parité. Elle a fait valoir qu'il n'y a aucune excuse pour les femmes de ne pas avoir un siège égal à chaque table ». 
Salah a également appelé à la responsabilité judiciaire et au désarmement ; et pour que le processus politique inclue les femmes, « la société civile, les groupes de résistance, les minorités ethniques et religieuses, les personnes déplacées et les personnes handicapées pour mener à une paix durable ».